# Terp
Een terp is een ter bewoning aangelegde verhoging in het landschap.

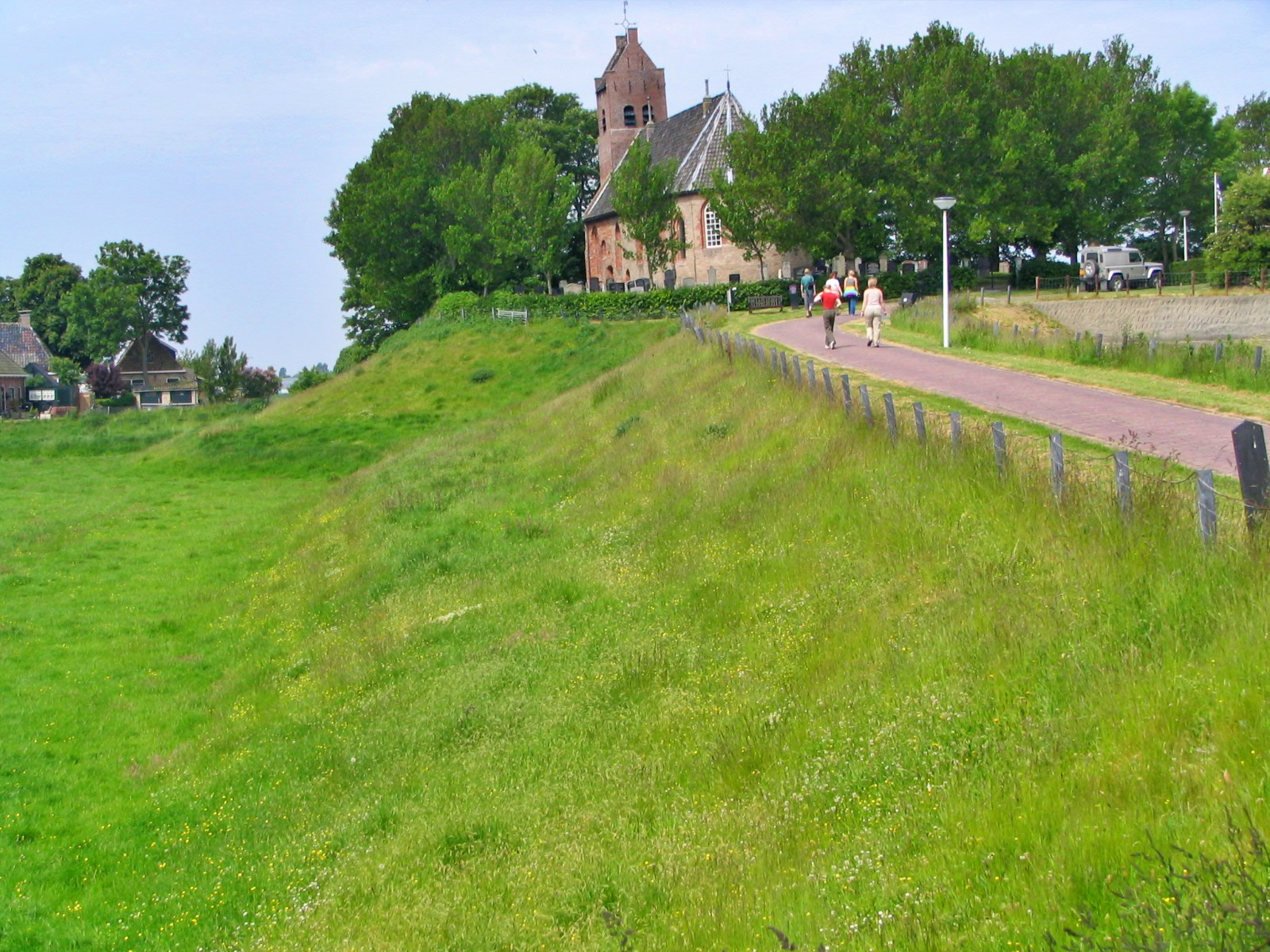
Zicht op de terp van Hogebeintum (Friesland).

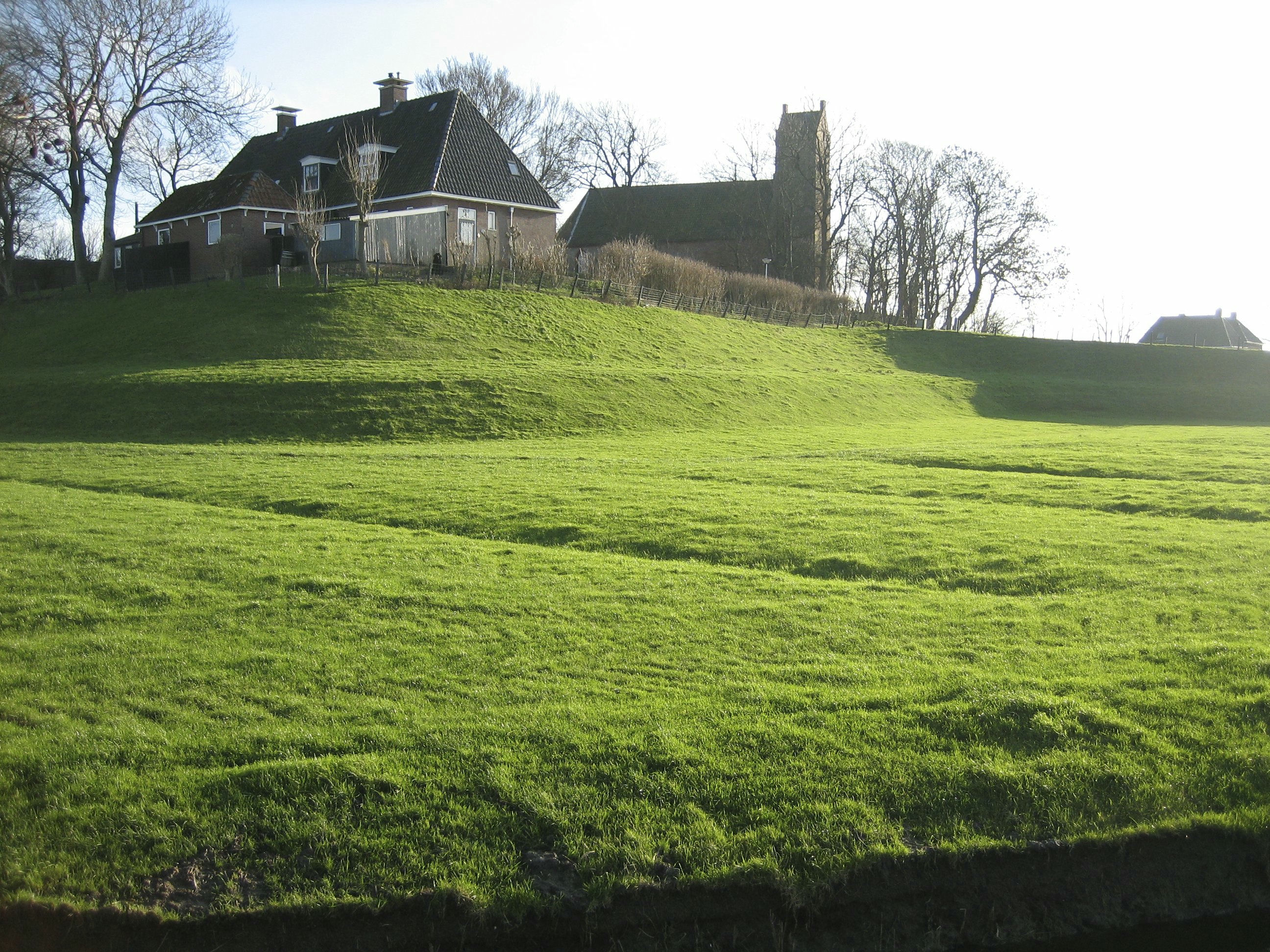
Zicht op de terp van Hogebeintum (Friesland).

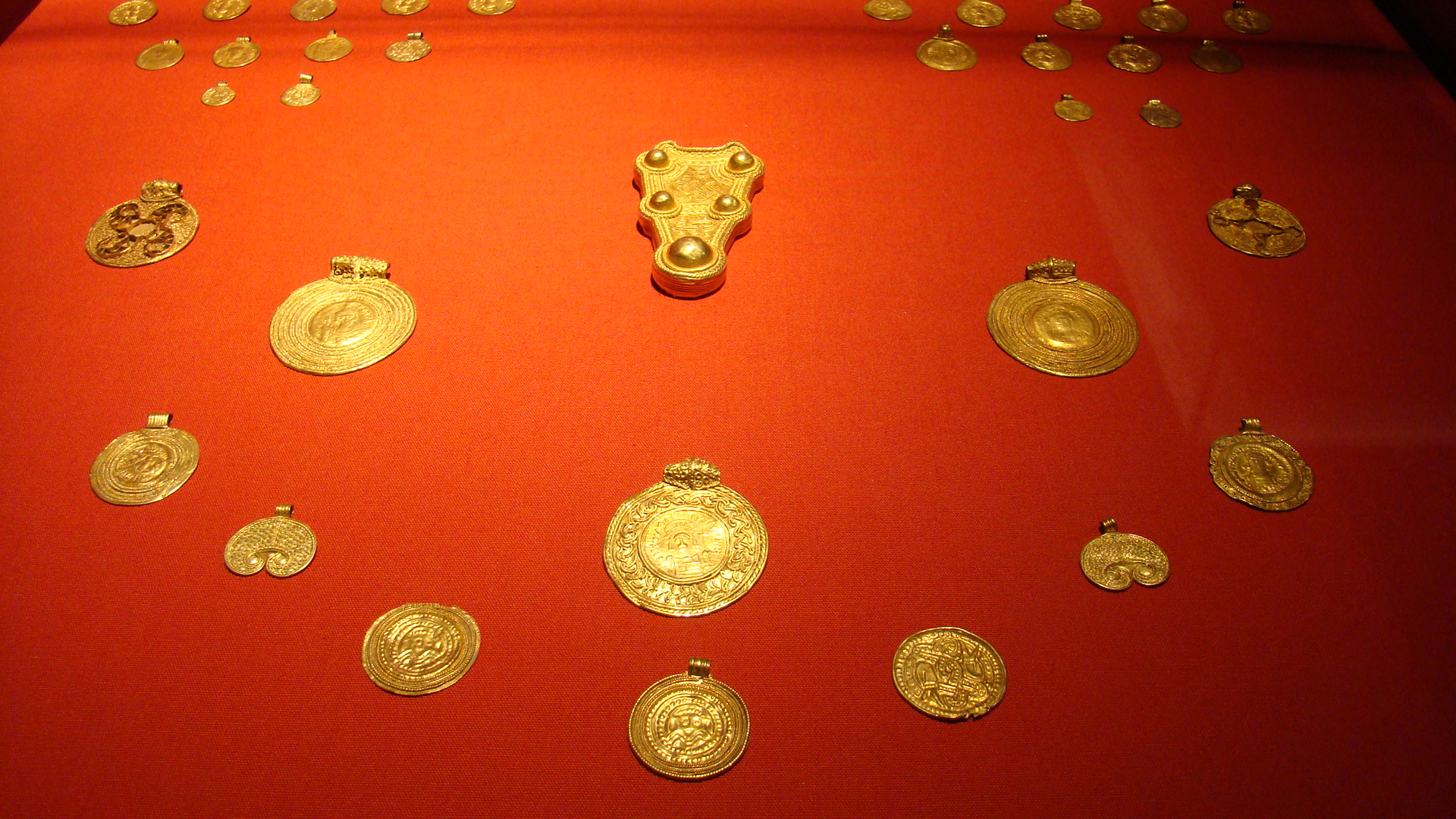
De goudschat uit de zevende eeuw, in 1866 gevonden in de terp van Wieuwerd (Friesland).

Het Friese woord terp is verwant aan het Nederlandse woord dorp. Oudgermaanse varianten zijn onder andere het Gotische thaurp. Later een groep huizen, nederzetting of grondstuk. In Friesland wordt er een kunstmatige heuvel (landvorm) mee aangeduid, die werd opgeworpen om bij hoogwater een droge plek te hebben. 
In Groningen wordt meestal de benaming wierde gebruikt, in Noord-Holland en het eiland Marken de benaming werf, in Noord-Duitsland de benamingen warft, wurt of wierde en in Denemarken værft, varft of verft. Berendsen (2005) stelt dat het Groningse woord wierde eigenlijk een betere benaming is dan terp, omdat het eerste 'woonheuvel' zou betekenen en het tweede 'dorp' (zie ook de betreffende paragraaf) De etymologie van het woord wierde (dat mogelijk op meerdere woorden teruggaat) is volgens het WNT echter onzeker en zou eerder samenhangen met het woord 'weren' (zich verdedigen).Echter kunnen wierde, maar ook werf(-t) afgeleid zijn van (op-)werpen. Verder komt terp in slechts een paar plaatsnamen voor en houden in hun betekenis geen verband met een opgeworpen heuvel (Ureterp, Olterterp, Wijnjeterp). Bij wierde-/terpdorpen komen veelvuldig Wier, Werd, (W-)aard e.d. voor. 
Deze woonheuvels zijn geleidelijk ontstaan nadat bewoners zich in het Fries-Groningse kweldergebied gevestigd hadden vanaf de zesde eeuw voor Christus. Deze door aanslibbing van de zee gevormde vruchtbare gronden, op sommige plaatsen een lage kwelderwal, boden een goede woonplaats. De boeren waren echter door de stijgende zeespiegel gedwongen hun huis en have te redden op terpen, die in omvang en hoogte steeds toenamen. Terpen kwamen voor langs de hele Waddenkust van West-Europa; in België, Noord-Nederland, Noord-Duitsland en West-Denemarken. In Groningen en Friesland liggen waarschijnlijk rond de 2000 terpen. Bij een inventarisatie in 1963 werden 587 terpen geteld in Groningen en bij een inventarisatie in 1979 955 in Friesland. Er worden echter nog regelmatig nieuwe terpen ontdekt, waarvan de meeste in de loop der tijd overslibd zijn geraakt.
Hogebeintum (Hegebeintum) in Friesland is met 8,80 meter boven NAP de hoogste terp van Nederland.

## Huisterpen
Huisterpen zijn opgeworpen voor een enkele boerderij met bijgebouwen. Ze dateren meestal van na het jaar 1000 toen veel boeren de dorpsterp verlieten voor een plaats in het open land. In het oude zeekleigebied van Groningen en Friesland kunnen ze echter al gesticht zijn in de prehistorie. Soms zijn juist verschillende huisterpen aaneengegroeid tot een dorpsterp. In middeleeuwse veenontginningsgebieden zijn de terpen soms 'gegroeid' door inklinken van het bewerkte land en de terp door eeuwenlange opslag van mest en afval juist groter en hoger werd. Ook rond de voormalige Zuiderzee, onder andere in de polder Mastenbroek bij Kampen en op Marken zijn huisterpen te vinden, evenals in het rivierengebied.

## Vergelijkbare heuvels
Buiten het waddengebied komt de benaming terp ook voor in Zeeland. Aldaar werd in de 15e eeuw het woord vliedberg geïntroduceerd voor bepaalde opgeworpen heuvels, omdat men dacht dat deze heuvels als vluchtheuvels waren opgeworpen voor tijden van hoog water. Bij opgravingen bleek echter dat deze heuvels, vaak steil en met een gering bovenoppervlak, de restanten van mottekastelen bevatten en dus moeten worden gezien als heuvels met een verdedigbare versterking, vergelijkbaar met de Friese hege wieren, waarop stinsen werden gebouwd. Het waren derhalve wel vluchtheuvels, maar niet voor hoog water, maar voor bescherming tegen een vijandig leger. In Zeeland is Kloetinge echter een voorbeeld van een woonheuvel in de oude zin van het woord. In oudere literatuur worden de termen terp en vliedberg vaak ten onrechte als synoniemen gebruikt.
In het Nederlandse rivierengebied lagen ook kunstmatige heuvels, die aangeduid worden met het Middelnederlandse woerden ("woonheuvels"; of werden, wuurden of worden; zoals in Wordragen), maar het is niet zeker of deze flauwe hoogten ontstaan zijn door intensief bodemgebruik of dat er ook grond is opgebracht. In elk geval dateren ze voor zover bekend uitsluitend van na de bedijkingen. De term woerd kan verder ook verwijzen naar een natuurlijke heuvel; de donk. In de Bommelerwaard zijn wel vluchtheuvels opgeworpen na de overstroming van 1861, maar deze zijn nooit als zodanig gebruikt.
In Gelderland wordt de term pol gebruikt voor een hogere plek in een laag gebied, bijvoorbeeld aan een rivier. De verhoging is vaak, maar niet per se, natuurlijk.

## Etymologie en geografische namen
Het woord terp is van oorsprong het Friese woord voor dorp. Tegenwoordig wordt hiervoor echter het Nederlandse leenwoord "doarp" gebruikt en wordt met "terp" verwezen naar deze woonheuvels. In het Noord-Fries en Saterfries kent men de benaming nog wel. Het woord terp is ook verwant aan het Nedersaksische darp wat eveneens dorp betekent.
Plaatsen die voortgekomen zijn uit een terp hebben in Friesland vaak de uitgang -um (Dokkum, Kollum, Hantum, Hogebeintum, Menaldum, Burum, Blessum, Britsum, Wierum, Deinum, Boksum, Roordahuizum, Marrum). De uitgang -werd komt eveneens vaak voor in Friesland en Groningen (Wieuwerd, Sauwerd, maar ook Leeuwarden, dat uit verschillende terpen is ontstaan). De uitgang -terp komt ook voor, zij het minder frequent dan de eerder genoemden. In het land Hadeln en Noord-Friesland komen vooral de uitgangen -wort en -wörden voor.

## Geschiedenis
De eerste terpen werden aangelegd rond 500 v.Chr. In de 3e eeuw na Chr. nam de bevolking sterk af onder invloed van zeespiegelstijging en de volksverhuizingen. Hierdoor was het gebied in de 4e eeuw grotendeels verlaten op enkele terpen in Groningen en langs de Middelzee na. In de 5e eeuw werd het gebied weer herbevolkt. De terpenbouw eindigde in Friesland, Groningen en Drenthe met de komst van de eerste dijken in het gebied, zo rond 1200. Er werden wel vier terpengeneraties onderscheiden, maar na het verlaten van het Duinkerke-transgressiemodel is ook dit onderscheid twijfelachtiger.
Er vinden nog altijd archeologische opgravingen plaats:
- In de terp van Achlum is een walvisbot gevonden; waarschijnlijk werd dit gebruikt om netten te verzwaren. Het hulpmiddel is zo'n 1200 jaar oud.[7]
- In de terp bij de boerderij Buma-state nabij Leeuwarden werden in 2015 twee schedels aangetroffen, deze zijn vermoedelijk ritueel begraven.[8]
- In 2015 begon een groot onderzoek in de terp Schettens[9]

### Terpafgravingen
Aan het einde van de 18e eeuw werden de eerste proeven gedaan met 'huisterp-aarde' voor het verbeteren van landbouwgronden. Eerder had men in de 15e en 16e eeuw al ontdekt dat het verspreiden van aarde, zoals bagger uit sloten, goede effecten had op de landbouw. In de 17e en 18e eeuw werd ook dierlijke mest veelvuldig uitgestrooid over akkers op de arme zandgronden. Eind 18e eeuw steeg de belangstelling voor het toepassen van chemie in de landbouw en werd ook terpaarde hierin betrokken.
Met name vanaf het begin van de 19e eeuw ontstonden allerlei commissies, genootschappen en maatschappijen die zich toelegden op de bodemverbetering, vaak door het uitschrijven van prijsvragen. In Friesland kwam de vruchtbare terpaarde daarbij al snel ter sprake. De vegetatie van de lagergelegen waterrijke gebieden van deze provincie (maden) bestonden vaak uit blauwgrassen, waardoor deze doorgaans een lagere opbrengst hadden. De afgravingen startten in Friesland dan ook in Westergo, waar veel van dit soort laaggelegen hooilanden waren.
Vanaf 1840 verschenen regelmatig advertenties in de Leeuwarder Courant met aanbiedingen voor terpaarde. Vanaf die tijd werden vele terpen in Friesland en Groningen afgegraven. De weinige terpen in Drenthe verdwenen zelfs allemaal. Later werd terpaarde ook ingezet ter verbetering (bemesting) van de arme dalgronden (ontginningen) die ontstonden na de verveningen in de Friese Wouden en de Drentse en Groninger veenkolonieën.
De eerste terpen die ten prooi vielen aan de afgravingen waren de terpen die in de buurt van de hooilanden lagen en die aan het water gelegen waren. Het vervoer van de terpaarde gebeurde namelijk met name per schip. Naar terpen die niet te bereiken waren over water werden soms kanaaltjes gegraven om de terpaarde toch per schip te kunnen afvoeren. Door de afgravingen kwamen in die tijd veel dorpen met elkaar in verbinding te staan doordat er vaarten voor de afgravingen werden gegraven. In verschillende terpdorpen herinneren nog haventjes en vaarten aan deze tijd, zoals in Aalsum, Tibma en Huizinge. Voor de schippers die de terpaarde vervoerden was het een goede bijverdienste. Op de terugweg namen zij vaak koemest mee van de boeren op de arme gronden om deze te verkopen aan de kleiboeren nabij de terpen.
Meestal werden vooral de onbebouwde delen van de terpen afgegraven, waardoor deze sterk werden verminkt of in elk geval een compleet ander aanzien kregen. Soms werden echter ook gebouwen gesloopt om bij de terpaarde te kunnen komen. Een voorbeeld is de pastorie van Scharnegoutum, die in 1864 werd herbouwd en een gevelsteen draagt met de vermelding van de oude hoogte van de terp. De afgraving geschiedde in 'klampen'; de terpen werden loodrecht naar beneden afgegraven. Hierdoor ontstonden de kenmerkende 'steilranden'; soms meters diepe steile randen, waar de hoogte van de terp duidelijk zichtbaar is. Omdat aan de terpzool (onderste laag van de terp) ten onrechte de hoogste waarde werd toegekend, werden de terpen vaak erg diep weggegraven en ontstonden soms grote diepe ontsierende gaten in de terpen. De ondergrond van de terpen is vaak zavelig en wat geelgroen van kleur. Bij een terp in Oostergo werd zelfs deze zandopduiking onder de terp deels weggegraven onder het mom dat het "toch ook geel" van kleur was en dus wel dezelfde eigenschappen als de terpaarde zou hebben. De afgravingen stopten vaak pas wanneer het kerkhof werd bereikt. Niet zelden kwam het voor dat de beenderen van overledenen later uit de rand van de terp rolden. Om de terpaarde aan te prijzen werden in Friesland naamloze terpen soms zelfs van klinkende namen voorzien, zoals De Botertobbe, De Goede Verwachting of De Gouden Kroon.
De terpafgravingen waren in eerste instantie veelal handenarbeid. Met kruiwagens werd de terpaarde over planken naar het wachtende schip vervoerd. Na 1870 werd overgeschakeld op kipkarren op smalspoor. Eerst met paarden ervoor, later werden hiervoor ook stoomlocomotieven ingeschakeld. Bij Cornjum ligt ter herinnering hieraan de 'Stoomterp' (of Dekamaterp).
Begin 20e eeuw begon ook de belastingdienst in te zien dat er geld te verdienen viel. De eigenaren van terpen betaalden nu niet langer belasting per vierkante meter maar per kubieke meter terp. Hiertoe werden in Friesland alle voor zover bekende terpen opgespoord middels grondboringen en gekarteerd. Dit had twee effecten. In de eerste plaats zorgde het voor een versnelling van de afgravingen, daar eigenaren de terpen liever te gelde maakten dan niet gemaakte inkomsten af te moeten dragen aan de belastingdienst. Jac. P. Thijsse schreef hierover reeds in 1915 in De Groene Amsterdammer tijdens een reis naar Friesland: "Die fiscus mocht weleens wat meer om de gevolgen van zijn daden denken". In de tweede plaats werden de terpen nu wel in kaart gebracht, hetgeen veel werk uit handen genomen heeft voor het latere terponderzoek door historici en andere wetenschappers.
Bij de terpafgravingen was er in eerste instantie vaak weinig aandacht voor het bodemarchief. Eigenaren hadden wel oog voor de rijkdommen die tevoorschijn kwamen, zoals Romeinse schatten. Alles wat door de arbeiders gevonden werd, moest aan de eigenaar worden afgestaan. Niet altijd werd de historische waarde ingezien: een in 1861 gevonden Romeinse zilverschat bij de terp van het Friese Winsum werd naar de goudsmid van Franeker gebracht, die deze op één munt na volledig omsmolt. Andersoortige zaken die gevonden werden, verging het niet beter. Botten werden soms verkocht aan de lijmfabrieken, hout van prehistorische boerderijen werd opgestookt en potscherven werden vaak gewoon op een afvalhoop gegooid of verdwenen met de terpaarde naar de arme gronden. In weidegebieden waar de terpaarde werd uitgestrooid mochten geen harde voorwerpen liggen en deze werden daarom door landarbeiders opgespoord en op afvalhopen gegooid, waar archeologen ze soms later weer aantroffen. In 1961 werd zo bij Harich in een afvalbult een Romeins Apollobeeldje gevonden. Navraag bij de zoon van de rentmeester van het grootgrondbezit wees uit dat de terpaarde van de weilanden nabij afkomstig was van de rond 1925 afgegraven terp van Tzum. Gedurende de terpafgravingen kwam er tegen het einde van de 19e eeuw steeds meer aandacht voor wetenschappelijk onderzoek. In 1916 werd de Vereeniging voor Terpenonderzoek opgericht, waarop tussen 1916 en 1917 de eerste terpafgraving (bij Wierum) plaatsvond waarbij grondsporen werden veilig gesteld onder leiding van voorzitter Albert van Giffen. Hij richtte in 1920 in Groningen het Biologisch Archeologisch Instituut (BAI, sinds 1998 Groninger Instituut voor Archeologie, GIA) op, dat betrokken was bij veel onderzoek bij terpafgravingen.
In de jaren dertig liep de handel in terpaarde op zijn einde met de opkomst van de toepassing van kunstmest. Tijdens de Tweede Wereldoorlog was er nog een korte opleving, totdat de afgraving van terpen in 1943 aan banden werd gelegd door de Rijksdienst voor het Nationale Plan (voorloper Rijksplanologische dienst). Voortaan mocht er niet meer in terpen worden gegraven zonder de overheid hier vooraf van op de hoogte te hebben gesteld. Bovendien werd op basis van een inventarisatie door Herre Halbertsma in 1944 door de rijksdienst een lijst aangelegd van terpen en wierden die ' ongeschonden behouden moesten blijven'. Daarmee werd het afgraven feitelijk beëindigd. Naar schatting de helft van de wierden in Groningen en ongeveer driekwart van de terpen in Friesland was toen reeds afgegraven.

### Bescherming
In 1947 werd de Rijksdienst voor het Oudheidkundig Bodemonderzoek opgericht, die begon met het inventariseren van alle archeologische monumenten, die na jaren voorbereiding werden opgenomen in de in 1961 ingetreden Monumentenwet. Terpen konden daarmee de status van monument krijgen en als zodanig worden gevrijwaard van afgravingen. Deze aanwijzingen kregen een grote stimulans toen in 1965 in Groningen en Friesland provinciale archeologen werden aangesteld. Zij stelden samen met het BAI monumentenlijsten op waarbij waarschijnlijk de criteria wetenschappelijke waarde, zichtbaarheid en gaafheid de belangrijkste waren en veel minder aandacht uitging naar de gebieden rond de ossengangen, zoals de valgen of andere gerelateerde objecten zoals paden, dijken en kerkhoven, die vaak niet beschermd werden. In de loop der tijd werden alle terpen beoordeeld op hun archeologische, historische en landschappelijke waarde. Met name tussen 1964 en 1970 en tussen 1972 en 1977 werden veel terpen aangewezen als monument. Terpen die status van 'zeer hoge waarde' kregen, werden aangewezen tot rijksmonument. De toenemende verrommeling en oprukkende bebouwing op de terpen ging echter door. In 1979 luidde archeoloog Redmer Klok hierover de noodklok. Hij wist te bewerkstelligen dat vanaf de jaren 1980 meer aandacht aan juist de onbebouwde delen van de terpen werd gegeven. In het geval van het wierdedorp Godlinze leidde dit er zelfs toe dat de bebouwde delen uit de rijksbescherming werden gehaald. Ook wilde hij meer aandacht voor de gaafheid van de terpen. Voortaan werden terpen hoofdzakelijk aangewezen tot monument wanneer ze op basis van een inventarisatie een belangrijk bodemarchief vertegenwoordigden. Dit leidde ertoe dat er nauwelijks nog aanwijzingen plaatsvonden. In de jaren 1990 werden de terpen opgenomen in advieskaarten en werd de bescherming opgenomen in het bredere beleid. Ook kwam er meer aandacht voor onderzoek en bescherming van bodemsporen in en onder reeds afgegraven wierden. Het Verdrag van Malta uit 1992 leidde verder tot het principe 'de verstoorder betaalt': degene die een vergunning aanvraagt waarbij in een terp of wierde moet worden gegraven moet vooraf een verplicht archeologisch onderzoek laten doen en dit zelf bekostigen.

### Herstel
In de jaren zestig werd in Friesland begonnen met het herstellen van enkele storende gaten in terpen. Zo werd de terp van Foudgum aangevuld met grond die vrijkwam bij de aanleg van een weg en afgedekt met een laag vruchtbare klei. In Groningen werd in die tijd bijvoorbeeld Biessum hersteld. Eind 20e eeuw kwamen er plannen om afgegraven terpen weer aan te vullen met baggerspecie, zodat en het landschap werd 'hersteld' en men ergens heen kon met deze overtollige grond. Verschillende wierden in bijvoorbeeld Groningen werden en worden hiermee aangevuld (bijvoorbeeld Wierum en Krassum).
Rijkswaterstaat heeft ook plannen om in de nabije toekomst nieuwe terpen te creëren van baggerspecie. Een voorbeeld hiervan is de 'multifunctionele landschapsterp' die tot 2022 moet verrijzen bij de Zeelandbrug.

### Vergelijkbare fenomenen
- Wierde: synoniem van terp, voornamelijk Groningen
- Veenterp: Friesland, Drenthe en Groningen
- Vliedberg: voornamelijk provincie Zeeland